# 람힌충
람힌충(광둥어: 林衍聰 Lam4 hin2 cung1, 중국어 정체자: 林衍聰, 병음: Lín Yǎncōng, 한자음: 린옌충, 영어: Lam Hin Chung, 1986년 11월 4일~)은 홍콩의 펜싱 선수로 주 종목은 사브르이다. 2012년 하계 올림픽에 홍콩 국가대표로 참가했다.

## 경력
2012년 7월 런던에서 열린 2012년 하계 올림픽에 참가했다. 그는 남자 사브르 개인전에 출전하였으나, 64강전에서 폴란드의 아담 스크로츠키에 10-15로 패하며 탈락하였다.